# Erasmus de Bie
Erasmus de Bie, né à Anvers en 1629, où il meurt en 1675, est un peintre flamand.  Il est connu pour ses vues de ville et scènes de genre et a peint plusieurs scènes animées de grandes fêtes publiques dans sa ville natale d'Anvers. Il n'est pas clair si les vues de villes et de paysages italiens qui lui sont attribuées sont plutôt l'œuvre d'Adriaen de Bie, un peintre flamand de Lier qui a travaillé pour quelque temps en Italie.

## Biographie
On sait très peu de choses sur la vie d'Erasmus de Bie. Il est né à Anvers comme fils du peintre Frans de Bie l'Ancien. Il est baptisé le 20 décembre 1629 dans l'église Sainte-Walburge d'Anvers.  Erasmus de Bie se forme auprès de David Rijckaert III. Il est admis franc-maître dans la ville d'Anvers en 1646.
Il épouse Catharina Douglas, dite de Schot (l'Écossaise). Ils ont deux fils, Frans et de Jan Baptist de Bie, qui deviennent tous deux des peintres. Jan Baptist émigre à Vienne où il reste actif.

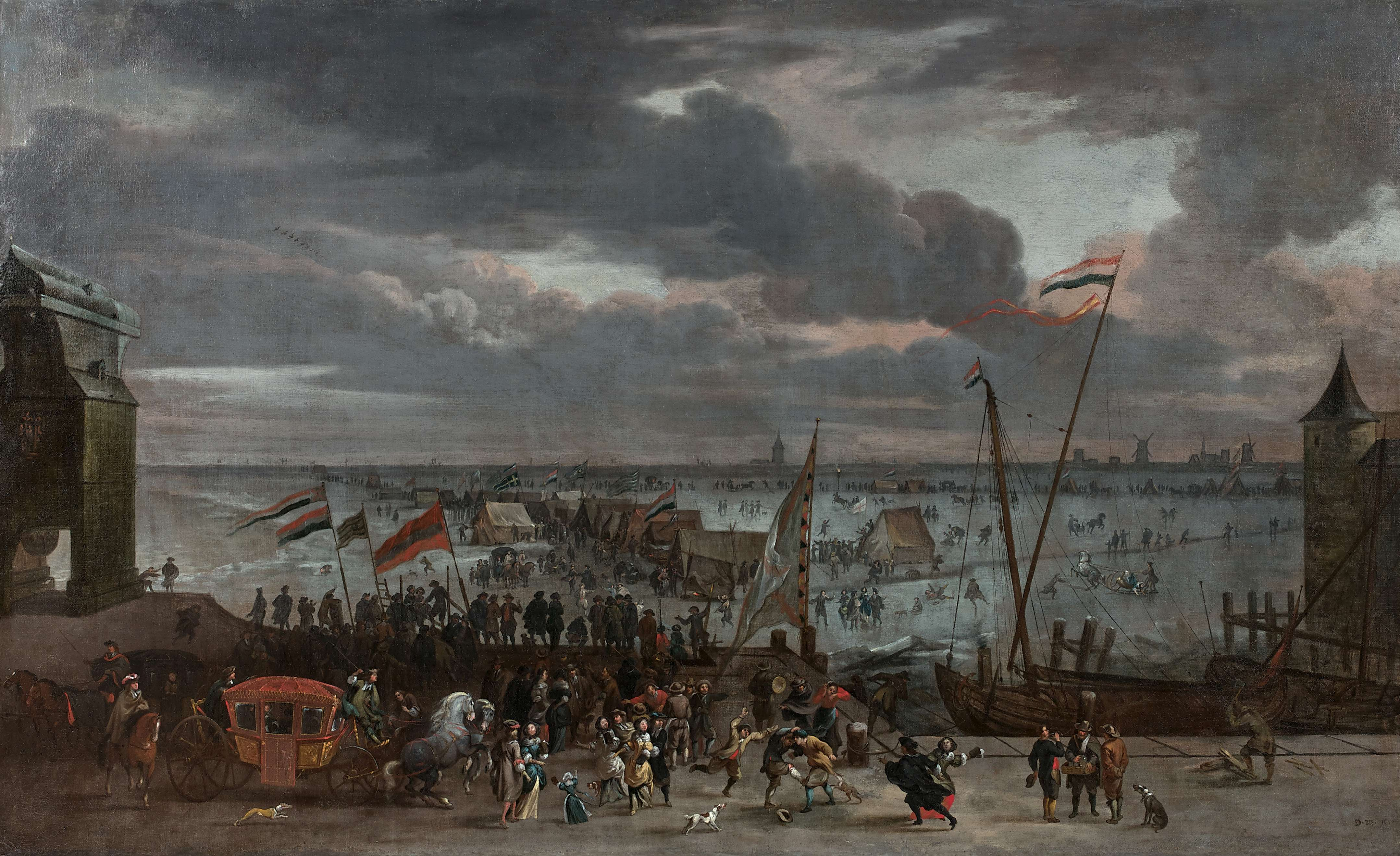
Scène animée de l'Escaut gelé à Anvers

Erasmus de Bie a des élèves en 1660 et en 1666, dont l'un est son fils Frans. 

## Œuvre
Il est principalement connu pour ses vues de ville et ses scènes animées de grandes fêtes publiques dans sa ville natale d'Anvers.  Il est aussi mentionné comme le créateur de scènes religieuses et de compositions avec des animaux. Il est également cité comme l'auteur d'au moins un paysage d'hiver et deux paysages marins. 
On ne sait pas si les vues de villes et de paysages italiens qui lui sont attribuées sont plutôt l'œuvre d'Adriaen de Bie, un peintre flamand de Lier qui a travaillé pour quelque temps en Italie.
Erasmus de Bie était un peintre de figures accompli et collaborait souvent avec d'autres artistes anversois dont il peignait le staffage. Ceci est documenté dans les papiers des marchands d'art anversois Forchondt, qui mentionnent deux intérieurs d'église anonymes avec des figures peintes par de Bie. 